# Janou Saint-Denis

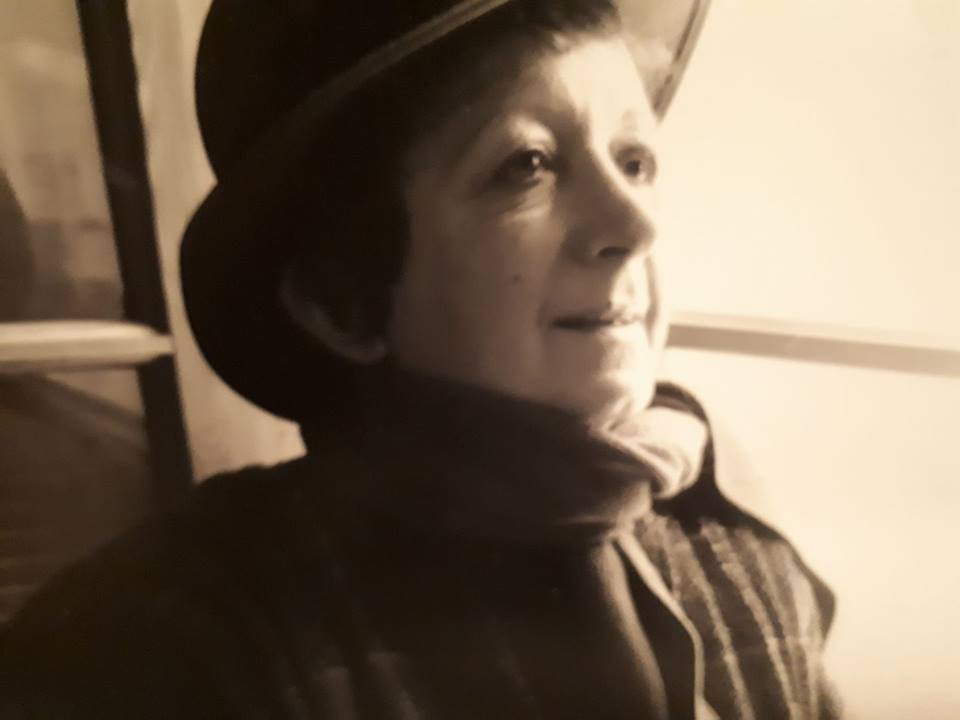
Janou Saint-Denis (1991)

Janou Saint-Denis (* 6. Mai 1930 in Montreal; † 11. Mai 2000 ebenda) war eine kanadische Lyrikerin, Regisseurin, Theaterleiterin und Schauspielerin.

## Leben
Saint-Denis studierte Schauspiel am Conservatoire LaSalle und später an der Schauspielschule des Théâtre du Nouveau Monde. Sie trat sowohl in Theaterproduktionen als auch in Radio- und Fernsehsendungen (u. a. in Jeunesse dorée) auf. 1957 gründete sie die Theatergruppe Les Satellites de Montréal, mit der sie Werke von Dramatikern aus Québec wie Claude Gauvreau und Félix Leclerc aufführte. 1959 initiierte sie Poesieabende in Cafés in Montreal.
1961 reiste sie nach Paris, wo sie bis 1971 blieb und ein Netzwerk zur Lektüre von Québecer und französischer Poesie aufbaute. Nach ihrer Rückkehr nach Montreal gründete sie die Éditions du Sud. Ab 1975 führte sie die von Pierre Cadieu, Réal Bujold und Robert Lalonde initiierten poetischen Shows Soirées de poésie de la Casanous fort. Daneben organisierte und moderierte sie vier Nuits de la poésie und mit Michel Garneau 1980 die Lyriknacht des National Film Board of Canada. In den 1980er Jahren wandte sie sich wieder verstärkt dem Theater zu. Saint-Denis war Ehrenmitglied der Union des écrivaines et des écrivains Québécois (UNEQ).

## Werke
- Mots à dire, maux à dire, mots dits, mau dit, 1972
- Place aux poètes, 1977
- Claude Gauvreau, le cygne, 1978
- Carnets de l'audace, 1981
- Poème à l'anti-gang; et, L'escouade vlimeuse, 1981
- Mise à part, 1981
- Dollars désormais, 1981
- La Roue du feu secret, 1985
- Hold-up mental, 1988
- Mémoire innée, 1990